# Alla ricerca di Tadzio
Alla ricerca di Tadzio (A la búsqueda de Tadzio) es un documental italiano de 1970 dirigido por Luchino Visconti y producido para la cadena de televisión pública Rai por la firma Cinema 70, de Alberto Luna.
El documental muestra el largo y extenuante proceso de selección entre cientos de muchachos, en las audiciones que realizó el propio director, para encontrar al actor adecuado para el papel del adolescente Tadzio para la película Muerte en Venecia, adaptación de la novela corta homónima, de Thomas Mann.
Tras haber observado a muchos chicos al final se eligió al joven sueco Björn Andrésen, que es el que representaría al personaje en la película.

## Reparto
- Luchino Visconti.
- Björn Andrésen.